# Fluhereck

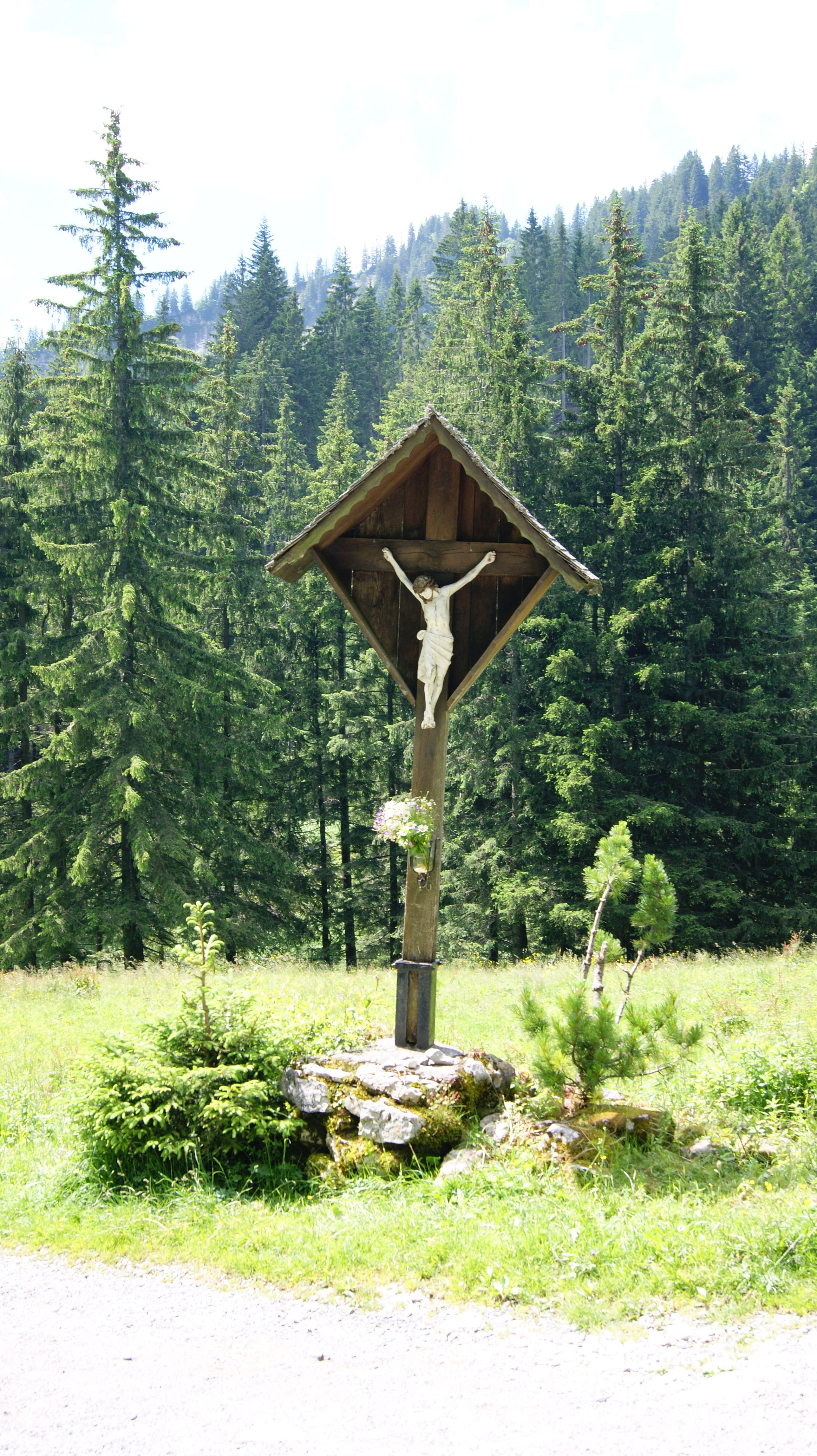
Wegkreuz an der Kreuzung der Straße von Schuttannen, zur Emser Hütte und zu Pfarrers Älpele auf Hohenemser Gemeindegebiet in Vorarlberg, Österreich.

Fluhereck (auch Fluhegg oder Luheregg/Lucheregg) ist eine leicht von Nordwesten nach Südosten abfallende Parzelle mit historischen Wurzeln bis ins Mittelalter die auf den Gemeindegebieten von Dornbirn und Hohenems liegt.
Die zur Parzelle gehörende Alpe Fluhereck/Luheregg (1210 m ü. A.), nunmehr allgemein nur noch unter „Pfarrers Älpele“  (auch:  Pfarrersälpele) bekannt, war im Mittelalter noch ganzjährig bewohnt. Heute ist sie nur noch saisonal im Sommer bewirtschaftet.

## Lage
Pfarrers Älpele ist von der Emser Hütte etwa 700 m Luftlinie entfernt und von Ebnit etwa 800 m. Rund 1/5 der Fläche der historischen Parzelle Fluhereck liegt auf Hohenemser Gemeindegebiet und der Rest auf Dornbirner Gemeindegebiet. Die Emser Hütte liegt am nordwestlichen Rande des Fluhereck.

## Verkehrsanbindung
Das Fluhereck ist von Dornbirn über das Ebnit und über Hohenems – Emsreute erreichbar. Bis zum Bau der Ebniterstraße 1927 führt eine wichtige Verbindung von Ebnit ins Rheintal über das Fluhereck (siehe: Geschichte der Ebniterstraße). Die vorhandenen Wege sind heute Güterwege und normalerweise nicht für den öffentlichen Verkehr freigegeben. Diese werden deswegen gerne von Mountainbikern genutzt.

## Gewässer
In der Parzelle Fluhereck entspringen zwei  relevante Bäche, die östlich gerichtet ins Ebnitertal – Ebniterache – Dornbirnerach und sodann in den Bodensee entwässern. Der Bruderbach (Fluheggergraben)  mit einer Länge von 2,92 km entspringt in der Nähe der Emser Hütte und verläuft an der oberen, weitgehend nach Norden ausgerichteten Grenze zur Schönermannalpe (früher Vorderberg). Der Tieftobelbach (Kirchwaldgraben/Tüftobelbach) mit einer Länge von etwa 1,8 km hat zwei Quellen, wovon eine direkt in der Mitte von Fluhereck entspringt. Der Tieftobelbach vereinigt sich etwa bei Gewässerkilometer 0,945 mit dem Bruderbach (etwa 180 m oberhalb des Kolping Feriendorfs in der Parzelle Heumöser in Ebnit).